# Малолетници без пратње
Малолетници без пратње (енгл. Unaccompanied Minors) је божићна филмска комедија из 2006. године. Режију потписује Пол Фиг, а главне улоге тумаче Луис Блек, Вилмер Валдерама и Тајлер Џејмс Вилијамс.
Приказан је 8. децембра 2006. године. Добио је помешане рецензије критичара и зарадио преко 21 милион долара широм света.

## Радња
На Бадње вече, велика ледена олуја је затворила аеродром и запретила да упропасти одмор свим завејаним путницима. Завејани у путу до очеве куће, два Спенсер и његова млађа сестра Кетрин задржани су у соби за малолетнике без пратње на аеродрому, у којој се налазе десетине деце чији су родитељи одсутни из целе земље.
Ухваћен у гађању колачићима и кутијама сокова, Спенсер покушава да се избори за слободу заједно са још четворо малолетника, који се сви међусобно разликују: размажена Грејс, мушкарача Дона, штребер Чарли и залуђеник за стрипове Тимоти Велингтон. Пошто је менаџер Оливер Портер, његов помоћник и сви чувари обезбеђења њима на трагу, ова група малолетника успева да помири унутрашње разлике и међусобно се испомогне у бежању од власти аеродрома.
У међувремену су Кетрин и остатак малолетника приведени у оближњи хотел док прође олуја. Одлучан да дође до сестре, да јој не поквари долазак Божић Бате, Спенсер тражи помоћ својих другара малолетника. Уз заједничке, породичне напоре, успевају да надмудре Оливера и његову екипу. Провлачећи се кроз пртљаг, пријављен и непријављен, спуштајући се низ брда покривена снегом, претварају Божић на аеродрому у празнични пандемонијум, а успут им бива јасно да за празнике није битно место, већ добро друштво.

## Улоге
| Глумац                | Улога             |
| --------------------- | ----------------- |
| Дилан Кристофер       | Спенсер Давенпорт |
| Луис Блек             | Оливр Портер      |
| Џија Мантења          | Грејс Конрад      |
| Тајлер Џејмс Вилијамс | Чарлс Голдфинч    |
| Квин Шепард           | Дона Малоун       |
| Вилмер Валдерама      | Зак ван Бурк      |
| Брет Кели             | Тимоти Велингтон  |
| Доминик Салдана       | Кетрин Давенпорт  |
| Паџет Брустер         | Валери Давенпорт  |
| Роб Кордри            | Самјуел Давенпорт |